# Yehiel Tzagai
Yehiel Habatmo Tzagai (in ebraico יחיאל הבטמו צגאי‎?; 27 gennaio 1983) è un calciatore etiope naturalizzato israeliano, centrocampista del Bnei Yeechalal Rehovot.